# Грицевичи (Берёзовский район)
Грицевичи (бел. Грыцавічы) — деревня в Берёзовском районе Брестской области Белоруссии. Входит в состав Малечского сельсовета.

## География
Деревня находится в центральной части Брестской области, при автодороге Н-26109, на расстоянии приблизительно 14 километров (по прямой) к юго-западу от города Берёза, административного центра района. Абсолютная высота — 151 метр над уровнем моря. Площадь населённого пункта — 0,3311 км².

## История
По состоянию на 1905 год, в Грицевичах проживало 274 человека. В административном отношении деревня входила в состав Малечской волости Пружанского уезда Гродненской губернии.
Согласно Рижскому мирному договору (1921), деревня вошла в состав межвоенной Польши. Входила в состав гмины Малеч Пружанского повета Полесского воеводства Польши. В 1921 году числилось 147 жителей, проживавших в 23 домах. В этническом составе населения того периода поляки составляли 66 % и белорусы — 34 %. В конфессиональном составе населения преобладали православные христиане (100 %).
С 1939 года в БССР, с 1940 года деревня в составе Малечского сельсовета.

## Население
По данным переписи 2019 года, в деревне проживало 18 человек.
| Год  | Население, человек |
| ---- | ------------------ |
| 1905 | 274                |
| 1921 | ↘ 147              |
| 2009 | ↘ 34               |
| 2019 | ↘ 18               |